# نسیمه غلامی
نسیمه سادات غلامی معروف به نسیمه غلامی (زادهٔ ۲۷ تیر ۱۳۶۴ در تهران) یکی از ملّی‌پوشان تیم ملی ایران است. او از سال ۱۳۸۰ فوتسال را آغاز کرده‌است و پس از راه اندازی تیم ملی فوتسال زنان ایران به این تیم دعوت شده و از سال ۱۳۹۲ کاپیتان این تیم می‌باشد و با این تیم دوبار در سال‌های ۲۰۱۵ و ۲۰۱۸ قهرمان آسیا شده است.

## دستاوردها

### دستاوردها درردهٔ باشگاهی
- اولي با تيم پيكان تهران در سال ١۴۰۱
- سومی با تیم دانشگاه آزاد در سال ۱۳۹۶ [۴]
- دومی با تیم دانشگاه آزاد در سال ۱۳۹۵ [۵]
- اولی با تیم دانشگاه آزاد در سال ۱۳۹۴ [۶]
- دومی با تیم سپید رود رشت در سال ۱۳۹۳ [۷]
- اولی با تیم ملی حفاری اهواز در سال ۱۳۹۲
- دومی با تیم صنعت نفت ابادان در سال ۱۳۹۱ [۸]
- سومی با تیم صنعت نفت ابادان در سال ۱۳۹۰ [۹]
- دومی با تیم آرش بندر عباس در سال ۱۳۸۹
- دومی با تیم سایپا تهران در سال ۱۳۸۸
- سومی با تیم سایپا تهران در سال ۱۳۸۷
- دومی با تیم پیکان تهران در سال ۱۳۸۶
- پیشنهاد برای بازی در باشگاه اردن در سال ۱۳۸۶
- سومی با تیم پیکان تهران در سال ۱۳۸۵

### دستاوردها درردهٔ ملی
- قهرمانی فوتسال زنان آسیا در سال ۲۰۱۸[۱۰]
- سومی بازی‌های داخل سالن آسیا ۲۰۱۷[۱۱]
- قهرمانی فوتسال زنان آسیا ۲۰۱۵[۱۲]
- شرکت با تیم ملی فوتبال در بازی‌های انتخابی المپیک ۲۰۱۵
- قهرمانی بازی‌های غرب آسیا ۲۰۱۴[۱۳]
- پنجمی جهان ۲۰۱۴
- نائب قهرمانی بازی‌های المپیک سال ۲۰۱۲
- ۷ بار شرکت در تورنمنت روسیه سال‌های ۲۰۱۰ تا ۲۰۱۷[۱۴]